# Ambato Boeny (stad)
Ambato Boeny is een plaats in Madagaskar gelegen in de regio Boeny. De plaats telt 21 054 inwoners (2005).